# Ranitomeya ventrimaculata
Ranitomeya ventrimaculata là một loài ếch độc Dendrobatidae.